# Robot Dreams (film)
Robot Dreams är en spansk-fransk animerad drama från 2023. Filmen är regisserad av Pablo Berger som skrivit filmens manus tillsammans med Sara Varon. Filmen hade premiär i Sverige den 8 mars 2024.
Filmen är Oscarsnominerad i kategorin bästa animerade långfilm vid 2024 års gala.

## Handling
Filmen utspelar sig på Manhattan och kretsar kring Dog som är trött på att känna sig ensam. Av en slump ser han en reklam om att man kan skaffa sig en robotvän. Han bygger ihop roboten och snart är de oskiljaktiga.

## Rollista (i urval)
- Ivan Labanda
- Albert Trifol Segarra
- Rafa Calvo